# Luminous Arc
Luminous Arc (ルミナス アーク Ruminasu Aaku) es un videojuego de rol táctico desarrollado por Image Epoch para Nintendo DS. Fue lanzado en Japón el 8 de febrero de 2007, en Estados Unidos el 14 de agosto y en Europa el 12 de octubre del mismo año.
El juego tiene varias secuelas, Luminous Arc 2, lanzado en 2008. Luminous Arc 3: Eyes lanzado el 10 de diciembre de 2009 en Japón. La última entrega de la serie, Luminous Arc Infinity, lanzado para la PlayStation Vita en Japón el 6 de agosto de 2015.

## Historia

### La caza de brujas
La historia comienza con el inminente despertar de "Dios", que se durmió hace mil años tras librar la tierra de las malvadas brujas.
Sin embargo, existen indicio también del retorno de dichas brujas, por lo que los chicos del Ever Garden bajo el mando del Arc Knight Heath, deberán intentar detenerlas para asegurar la vuelta de Dios.
Así comienza el viaje de Alph, Theo y Cecille luchando contra brujas y monstruos alrededor del mundo bajo el lema 'Protect the Light, Condemn the Dark' (Protege la Luz, condena la oscuridad).

## Personajes
- Alph

- Theo

- Cecille

- Heath

- Leon

- Saki

- Nikolai

- Kai

- Lucía (Dawn Witch, Bruja del amanecer)

- Vanessa (Witch of Inmolation, Bruja de la inmolación)

- Mel (Torrent witch, Bruja del torrente)

- Mavi (Nature witch, Bruja de la naturaleza)

- Vivi (Sky Witch, Bruja del cielo)

- Claire (Thunder witch, bruja del trueno)

- Alice

- Therese

- Pollon

- Payan

- Kingston

- Hugo

- Iris (Steel witch, bruja de acero)

- Priel

- Johannes

- Zehaal

## Jugabilidad

### El Mapa
Fuera de las batallas nos moveremos por un mapa con dos tipos de zonas: ciudades/pueblo o zonas de batalla (ambas marcadas con un punto en el mapa). En las zonas de batalla solo lucharemos, mientras que en las ciudades sucederán diversos acontecimientos.
Basta con pulsar en la pantalla táctil sobre el punto al que deseemos ir para desplazarnos.

### La lucha
El sistema de lucha consiste en estrategia por turnos. De modo táctil o pulsando botones, podremos desplazarnos, atacar o realizar diversas habilidades o magias.
- Datos: Q3178243